# Crataegus pequotorum
Crataegus pequotorum är en rosväxtart som beskrevs av Charles Sprague Sargent. Crataegus pequotorum ingår i Hagtornssläktet som ingår i familjen rosväxter. Inga underarter finns listade i Catalogue of Life.